# Nationaal park Pamir
Het nationaal park Pamir is een nationaal park en natuurreservaat in het oosten van Tadzjikistan. Het werd opgericht in 1992 en heeft een oppervlakte van zo'n 2,6 miljoen hectare grond, ongeveer 18% van de totale oppervlakte van het land. In het gebied bevindt zich tevens het Pamirgebergte.

## Ecologie en fauna
Het park beschikt over een combinatie van steppe- en woestijngrond, grasland en alpiene gebieden. Het heeft lange koude winters en koele zomers, met een gemiddelde jaarlijkse neerslag van 12,7 cm.
In het park leven veel dieren, waaronder de bruine beer, de sneeuwluipaard, de schroefhoorngeit, het marcopoloschaap, Indische ganzen en wolven.

## Werelderfgoed
In 2013, tijdens de 37e sessie van de Commissie voor het Werelderfgoed, kreeg het park van UNESCO de werelderfgoedstatus.